# Сейсмофокальная зона Беньофа—Вадати—Заварицкого

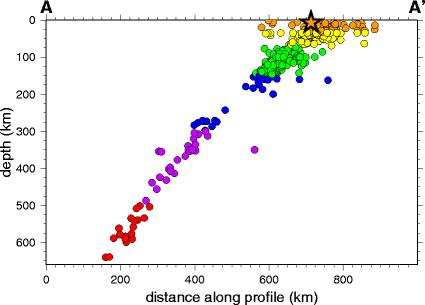
Сечение сейсмичности зоны субдукции Курильских островов, землетрясение 15.11.2006 силой 8,3 M_{w}

Сейсмофокальная зона Беньо́фа—Вада́ти—Завари́цкого (СФЗ) — неровная, криволинейная зона концентрации гипоцентров землетрясений, наклоненная в сторону от океанских желобов под активные островные дуги или континентальные окраины на глубину до нескольких сотен километров, по которой происходит погружение одной плиты под другую. Иногда состоит из двух зон, расположенных сверху и снизу погружающейся плиты.

## Описание
Представляет собой глубокую активную сейсмическую область в зоне субдукции. Дифференциальное движение вдоль зоны производит глубинные землетрясения, очаги которых могут быть на глубине около 700 километров. 
Эти зоны развиваются под вулканическими островными дугами и активными континентальными окраинами. Глубоко расположенные очаги землетрясений вдоль зоны позволяют сейсмологам создавать трехмерную модель поверхности погружающейся плиты, строение висячего края плиты и мантии, в том числе мантийного клина. Угол наклона зоны такой же, что и погружающейся плиты. Землетрясения возникают при резком скольжении разлома в зоне субдукции или скольжении по разломам в нисходящей плите в результате изгиба и расширения плиты, втягивающейся в мантию.

## Термин

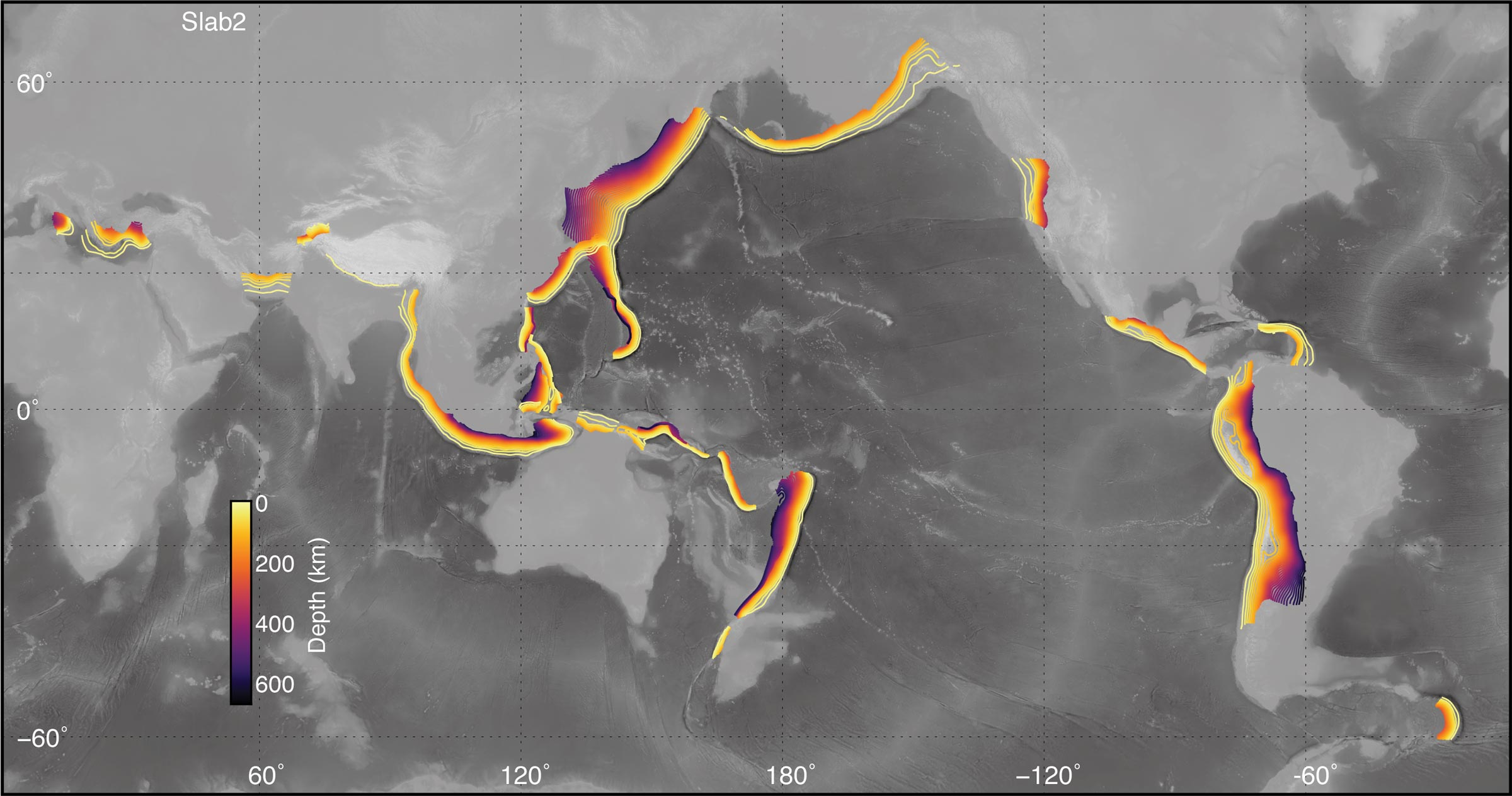
Глобальные слэбы погружения, USGS

Термин был принят в честь трёх учёных, которые независимо друг от друга обнаружили эту зону:
- Хьюго Беньофа[5] из Калифорнийского технологического института,
- Кийо Вадати[англ.] (англ. Kiyoo Wadati)[6] из Японского метеорологического агентства
- Александра Заварицкого[7][8], академика АН СССР.

Чаще всего сейсмофокальную зону обозначают фамилией Беньоффа, который описал зону в 1949 г.
Синонимы:
- Сейсмофокальная зона Вадати-Заварицкого-Беньофа[9]
- «зона Беньофа», «зона Беньофа-Вадати», «зона Заварицкого-Беньофа», «сейсмическая зона Беньофа»
- «сейсмофокальная зона», «зона субдукции» (в теории Тектоники плит).